# Etimologia de Curitiba

Diagrama representando a etimologia de Curitiba segundo Eduardo de Almeida Navarro

Este artigo trata da etimologia do nome da cidade de Curitiba, capital do estado brasileiro do Paraná.
O significado de Curitiba está bem-estabelecido entre os estudiosos. Significa "pinhal" ou "pinheiral", refletindo a paisagem que rodeia a cidade. O principal assunto de debate reside na língua de origem deste topônimo. Aryon Rodrigues, em artigo acadêmico, argumenta que deriva em última instância do guarani antigo, embora exiba influências significativas da língua geral falada por mestiços originários de São Paulo ou do Rio de Janeiro. Eduardo de Almeida Navarro, embora concordando com Rodrigues quanto ao significado, especifica esta língua como língua geral paulista.

## Curitiba
O núcleo primitivo da cidade de Curitiba chamava-se Nossa Senhora da Luz e Bom Jesus dos Pinhais. A região onde esse núcleo estava localizado chamava-se Campos Gerais ou Campos de Curitiba. Quando uma vila foi estabelecida na área, ela ficou conhecida como Nossa Senhora da Luz e Bom Jesus de Curitiba, isto é, Pinhais foi substituído por Curitiba.

## Ortografia e significado
De 1720 a 1853, foi possível escrever o nome de Curitiba de diversas formas, como Curiytyba, Curiytuba, Curituba, Coretyba, Coreytyba, Corityba, e Curetyba. Os formulários Corityba e Curityba estiveram em uso de 1853 a 1919. Naquele ano, a Câmara Municipal de Curitiba, através da Resolução 7 de 25 de julho, definiu oficialmente a grafia como Curityba. No dia 19 de dezembro, Afonso Camargo, então Presidente do estado do Paraná, assinou o Decreto 1.126, que determinou a adoção do nome Curityba para todos os atos oficiais do estado. Em 1943, a grafia do nome da capital paranaense passou a ser Curitiba.
O significado do topônimo Curitiba está bem-estabelecido. Nesse sentido significa "pinhal"ou "pinheiral"); todos os estudiosos modernos concordam com esta interpretação. De fato, a região que circunda a cidade de Curitiba é coberta por pinheiros brasileiros (Araucaria angustifolia), o que também se reflete na toponímia de áreas imediatas ou vizinhas, como Pinhais, São José dos Pinhais e Pinhalão. Certamente de origem tupi-guarani, existem, no entanto, divergências quanto à língua específica de origem deste topônimo.

## Registros e análise morfológica
Uma parcela significativa do território do estado brasileiro do Paraná era habitada por indígenas que falavam a língua guarani antiga. O padre peruano Antonio Ruiz de Montoya documentou em suas obras a palavra "curiĭ"(pinheiro), fornecendo o nome composto "curiĭbaỹî", entre outros. Portanto, a forma básica do nome do pinheiro brasileiro (Araucária angustifolia) era kuri'yb —no guarani antigo, muitas vezes a consoante final era omitida, exceto nos casos em que era seguida por outra consoante dentro da mesma palavra. A segunda parte da palavra Curitiba deriva de uma raiz comum às línguas da família tupi-guarani. Trazendo uma ideia de existência, na composição designa um lugar onde algo abunda. Montoya, exemplificando seu uso no guarani Antigo, onde a forma desta raiz era tyb, fornece os termos "abatitĭ" (lit.  "milharal") e "caatĭ" (lit.  "campo de ervais"). Pode-se assim construir kuri'ytyb, ao qual o sufixo -a é adicionado em situações específicas, conforme documentado por Montoya em "capyítĭba"(lit.  "pastagem" e "ytatĭba "(lit.  "terreno rochoso").
Costuma-se afirmar que o nome Curitiba é formado por kuri e tyba. Embora se possa analisar kuri'yb como uma composição entre kuri (pinhão ou pinhão) e 'yb (árvore), Montoya não registra kuri sem 'yb — o pinhão com casca é chamado kuri'yb, não kuri. No guarani Antigo a composição deveria ser kuri'ytyba. O apóstrofo aqui representa a oclusiva glótica, e a letra y representa a vogal central próxima e não arredondada. Ao serem apropriadas pelos falantes do português, as palavras indígenas perderam a oclusiva glótica, sendo o y ora substituído por i, ora por u. Aryon Rodrigues sugere, então, kuri'ytyba teria se tornado kuriitiba e, com a contração dos dois i's, kuritiba. Num dos registros mais antigos do nome Curitiba, de 1653, lê-se como Quereitiba, indicando a sequência de dois is. Há também um possível registro de Curijtiba na carta de outorga de terras de Botiatuva de 1698.

## Idioma de origem

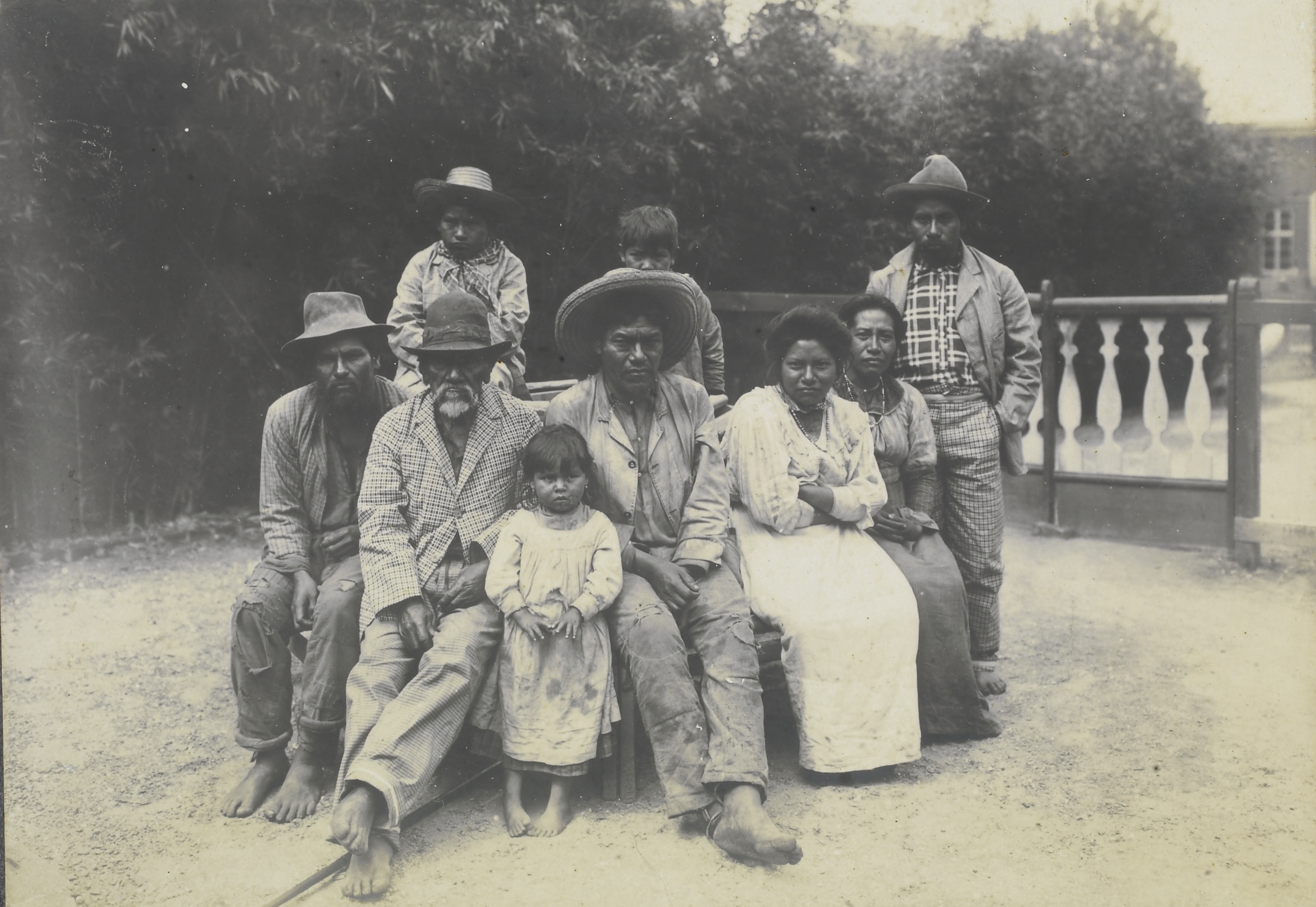
Embora certamente de origem tupi-guarani, há reivindicação de origem de uma língua não-tupi-guarani, o caingangue.

Augustin Saint-Hilaire atribuiu o nome Curitiba à língua guarani. Carl Friedrich Philipp von Martius atribuiu-o à língua tupi, mas deu a este termo um sentido amplo, portanto sua hipótese não contradiz a de Saint-Hilaire.
No Paraná, o topônimo Curitiba é o único terminado em tiba; os demais terminam em tuba ou tuva (como Guaratuba, por exemplo). No Paraná, a letra y antes de b foi adaptada, em português, como u. Ao longo do litoral, a área onde predominam a tuba e a tuva estende-se desde a baía de Angra dos Reis até Laguna; no interior, estende-se desde o alto rio Paraíba do Sul e alto e médio rio Tietê até o rio Uruguai. Quanto ao elemento tiba, predomina na área que vai do alto rio Tietê até o alto rio Grande em Minas Gerais; e do litoral de Angra dos Reis até o rio Jequitinhonha na Bahia.
De qualquer forma, cabe ressaltar que as formas Curituba, Curituva, Curutuba, e Currutuva foram documentadas. Isso indica que, no século XVII, também existiam as pronúncias esperadas Curituba e Curituva; Curitiba especificamente é atestada desde pelo menos 1649, como pode ser visto em depoimentos a respeito da descoberta de ouro nas jazidas de Curitiba. Aryon Rodrigues argumenta que a pronúncia Curitiba deriva dos primeiros exploradores dos campos de Curitiba. A maioria deles provavelmente falava uma língua geral, ao lado do português, e provavelmente adaptava palavras de uma língua para a outra. Na verdade, Eleodoro Ébano Pereira, envolvido na mineração de ouro em Curitiba, era natural do Rio de Janeiro (onde prevalece a tiba, em vez da tuba e da tuva), e, nos depoimentos colhidos por sua iniciativa, a forma Curitiba aparece consistentemente 14 vezes. Portanto, a pronúncia Curitiba revela sotaques de pessoas oriundas de regiões distantes, como São Paulo ou Rio de Janeiro. O topônimo em questão, segundo Rodrigues, deveria ser um nome derivado de uma língua geral. Eduardo de Almeida Navarro concorda, especificando a língua geral paulista como língua de origem do topônimo.

### Hipótese caingangue
Romário Martins relatou que o líder indígena Arakxó, cacique do povo caingangue, atribuiu o nome Curitiba à frase "curi-tim", que significa literalmente "depressa, vamos!". Segundo Arakxó, o povo caingangue, ao abandonar suas terras em favor dos portugueses, teria proferido a frase, reproduzida imperfeitamente pelos falantes do português e transformada em Curitiba. Em 1950, a mulher caingangue Maria Francisca das Dores forneceu outra hipótese a Aryon Rodrigues. As tentativas de explicar os topônimos tupi-guarani em caingangue não se limitam a Curitiba; Maria Francisca das Dores tentou explicar, através de sua linguagem, o topônimo Itapetininga, que na verdade tem origem na língua geral paulista.

### Notícias
1. ↑  Cervi, Emerson (27 de novembro de 1999). «Linguista lança livro sobre o nome Curitiba». Folha de Londrina. Consultado em 8 de fevereiro de 2024. Cópia arquivada em 8 de fevereiro de 2024